# Arxiu Municipal de Granollers

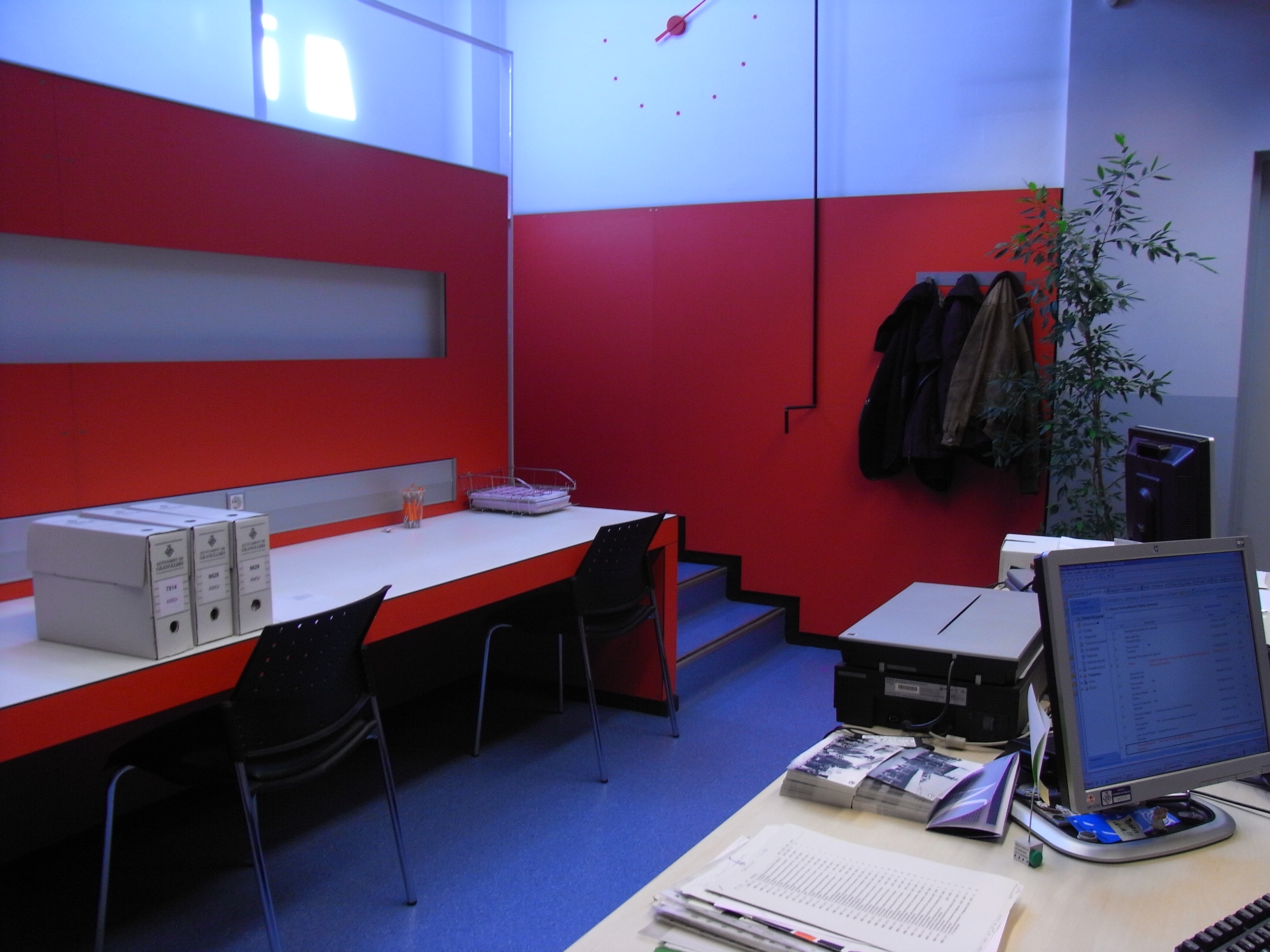
Sala de consulta de l'Arxiu Municipal de Granollers

L'Arxiu Municipal de Granollers (AMGr) és la institució responsable de recollir, organitzar, conservar i difondre la documentació que genera l'Ajuntament de Granollers, els seus patronats i les empreses municipals, així com la documentació donada per entitats, empreses o particulars. Aquest equipament gestiona, conserva i fa accessible la documentació històrica de la capital del Vallès Oriental, que ocupa més de 3.000 metres lineals, amb documents que daten del segle xii fins a l'actualitat en suports i formats diversos: pergamins, paper, llibres, fotografies, diapositives i CD, a més de fonts orals i audiovisuals d'interès històric.

## Història
Durant la Guerra Civil a Granollers es van perdre tres arxius,: El Parroquial, el Notarial, i el Registre de la Propietat, salvant-se només el Registre Civil i l'Arxiu de l'Ajuntament que, no obstant això, havien quedat també molt malmesos amb l'atac carlí a la ciutat el 1875 i la seva posterior conservació a l'antic Hospital de Sant Domènec abans que Jaume Maspons rescatés la documentació i la retornés a l'ajuntament.
Anys més tard, a la dècada de 1960, s'aprofita la donació d'una gran col·lecció de publicacions periòdiques per part dels descendents de Josep Móra per a iniciar la creació d'un arxiu històric municipal, recollint també documentació d'altres poblacions de la comarca. Aquesta documentació es conserva durant anys en quatre dipòsits distribuïts en diverses dependències municipals i sense adaptar-se a cap criteri normatiu. A més, una gran part de la documentació es guardava en espais que presentaven greus deficiències a nivell de conservació.
A partir de l'any 2002 es comença a treballar per a adequar el funcionament de l'arxiu a la legislació vigent, traslladant la documentació a un dipòsit amb condicions adequades de conservació i per a garantir un còmode accés als usuaris a la seu del carrer Sant Josep. Alhora, una part dels fons es traslladen, a partir de 2005 a les instal·lacions de l'Arxiu Comarcal del Vallès Oriental.

## Contingut i organització
L'Arxiu Municipal de Granollers està conformat per un conjunt de col·leccions i de fons documentals, públics i privats. Hi ha fons de l'administració local, fons de l'administració reial i senyorial, fons judicials, fons professionals, comercials i d'empreses, fons patrimonials, fons d'associacions i entitats, fons eclesiàstics, fons personals, fons audiovisuals i d'imatges, i col·leccions. Pel que fa als suports documentals, s'hi poden trobar documents textuals, siguin manuscrits o mecanografiats, documents cartogràfics, icònics, audiovisuals, sonors i electrònics. La classificació i la descripció dels documents d'arxiu són claus per la recerca i l'accés als documents. L'arxiu treballa en dos grans àmbits: la documentació històrica i l'administrativa.

### Fons i col·leccions destacades[6]
- Fons de l'Ajuntament de Palou. Aplega uns 5,8 metres lineals de documents, de l'any 1724 al 1930. Conté la documentació produïda i rebuda per l'Ajuntament de Palou en l'execució de les seves funcions, competències i serveis sobre el territori i els habitants de Palou al llarg de la seva història.[7]
- Fons Roca Umbert. Documentació produïda i rebuda per Roca Umbert S.A. empresa del sector tèxtil que va iniciar Josep Umbert Ventura l'any 1880, quan va instal·lar la fàbrica a Granollers. Aquest fons conté documentació de la gestió i de l'administració de l'empresa, que va esdevenir una de les fàbriques tèxtils més importants de Granollers, en actiu fins al 1991.[8]
- Fons de l'empresa Viuda Sauquet. Documentació produïda i rebuda per Viuda Sauquet, SA, empresa fundada el 1919 a Granollers i que va estar activa fins al 2013. El fons conté documentació des de 1925 fins al tancament de l'empresa.[9]
- Fons Societat Coral Amics de la Unió. Documentació generada per l'entitat, que ha estat molt vinculada a la ciutat, des de la seva creació l'any 1877 fins a principis del segle xxi.[10]
- Fons Salvador Llobet i Reverter. Documentació produïda i recopilada pel geògraf granollerí Salvador Llobet i Reverter (1908-1991). Aquest fons personal està constituït per documents, fotografies i plànols que Llobet va aplegar i produir com a professor de geografia a la Universitat de Barcelona o fruit dels seus estudis geogràfics arreu de Catalunya.[11]
- Fons Tomàs Torrabadella. Les fotografies d'aquest fons són retrats excepcionals de la ciutat, les seves costums i la seva gent; així hi ha imatges del mercat, de les places, de balls al carrer, de processons, de treballs agrícoles... Tomàs Torrabadella es va preocupar d'immortalitzar la ciutat de Granollers a les acaballes del s. XIX i principis del s. XX. Aquest fons compta amb les fotografies més antigues conservades a l'arxiu que són, alhora, les fotografies més antigues conegudes de Granollers.
- Fons de la família Rubí i Iglesias. Recull la documentació derivada de l'activitat personal i professional dels membres del llinatge i les escriptures relatives a la constitució i l'administració del seu patrimoni familiar que aplega 3 metres lineals de documentació en paper i 8 pergamins. El marc cronològic està delimitat pels anys 1332 i 1929.[12]
- Col·lecció de pergamins. Conjunt de la documentació més antiga que es conserva a l'Arxiu Municipal de Granollers (AMGr), pergamins dels segles XII a XVIII, provinents de l'activitat del municipi, en les èpoques medieval i moderna, i, dels arxius patrimonials de diversos masos vallesans.
- Fons La Unió Liberal. La documentació del fons permet seguir l'activitat de La Unió Liberal a través dels llibres d'actes, des de la seva fundació el 1887 fins a 1935, amb un buit entre el gener de 1894 i el gener de 1906. També hi destaquen diverses versions dels estatuts de l'entitat que es van revisar en diferents moments.
- Fons Montserrat Ponsa: documentació donada per l'activista social, periodista i escriptora.

També hi destaca una extensa hemeroteca que recull publicacions de premsa locals des de 1882 fins a l'actualitat.